# 神田秀樹
神田 秀樹（かんだ・ひでき、1953年9月24日- - ）は、日本の法学者。専門は商法・会社法・金融法・法と経済学。学位は法学士（東京大学）。東京大学名誉教授。学習院大学大学院教授。東京都出身。HRガバナンス・リーダーズ株式会社のアドバイザリーボード。西村あさひ法律事務所アドバイザー。
2020年紫綬褒章受章。竹内昭夫門下。弟子に田中亘など。

## 略歴
- 1972年3月 - 東海高等学校卒業
- 1977年3月 - 東京大学法学部第1類（私法コース）卒業（法学士）[1]
- 1977年4月 - 東京大学法学部助手
- 1980年4月 - 学習院大学法学部講師
- 1982年4月 - 学習院大学法学部助教授
- 1988年4月 - 東京大学法学部助教授
- 1989年 - シカゴ大学・ロー・スクール客員教授[7]
- 1993年4月 - 東京大学大学院法学政治学研究科教授
- 1996年 - ハーバード・ロー・スクール客員教授[7]
- 2009年7月 - 日本証券業協会公益理事・自主規制会議議長[8]
- 2016年4月 - 東京大学名誉教授
- 2016年4月- 学習院大学法科大学院教授

## 人物
金融審議会臨時委員、法制審議会臨時委員、政府税制調査会専門委員、企業価値研究会座長、日本郵政公社総合職採用試験委員、企業会計基準委員会委員等を歴任。
2017年より司法試験委員会委員長も務めた。2020年11月、紫綬褒章受章。

## 叙位・叙勲
- 2020年　- 紫綬褒章

## 著書
- 『役員報酬改革論 [増補改訂第2版]』 （武井一浩、内ヶ﨑茂と共編）(商事法務、2018年11月）
- 『会社法〔第19版〕』（弘文堂、2017年）
- 『会社法入門〔新版〕』（岩波書店、2015年）
- 『商法判例集〔第4版〕』（共編）（有斐閣、2010年）
- 『商法II－会社〔第8版〕』（共著）（有斐閣、2010年）
- 『会社法の経済学』（共編著）（東京大学出版会、1998年）
- 『電子株主総会の研究』（共編）（弘文堂、2003年）
- 『「法と経済学」入門』（共著）（弘文堂、1986年）